# Embaixada da República Dominicana em Brasília
A Embaixada da República Dominicana em Brasília é a principal representação diplomática dominicana no Brasil. As relações diplomáticas entre o Brasil e o República Dominicana foram estabelecidas em 1911, com a criação do consulado brasileiro em São Domingos. Por sua vez, a embaixada foi inaugurada em 1943. Em 2019, foi inaugurada a nova sede da embaixada dominicana em Brasília.